# SKB
Skupino SKB sestavljajo SKB banka in skupina SKB Leasing, v katero sodita družbi SKB Leasing in SKB Leasing Select. Sedež ima v Ljubljani. 
Od leta 2019 je članica madžarske skupine OTP. Ob prevzemu je uvedla novo celostno grafično podobo in od OTP prevzela zeleno barvo. 

## Zgodovina

### 1965–1991
Leta 1965 je bila ustanovljena posebna organizacijska enota, Direkcija za stanovanjsko kreditiranje, ki je zbirala sredstva ter odobravala kratko- in dolgoročna posojila za stanovanjsko in komunalno gradnjo. Štiri leta kasneje se je reorganizirala v Podružnico za kreditiranje stanovanjskega in komunalnega gospodarstva in je tako leta 1978 postala edina banka v Sloveniji, specializirana za podpiranje razvoja stanovanjskega in komunalnega gospodarstva. 22. decembra 1989 je bila na ustanovnem zboru ustanovljena Stanovanjsko-komunalna banka Ljubljana d.d. Leto kasneje je banka prevzela K&H banko in si pridobila mrežo poslovalnic, svoje storitve pa je razširila še na storitve splošno komercialnega bančništva. Istega leta je banka ustanovila SKB – Nepremičnine & Leasing d.o.o. Leta 1991 se je banka preimenovala v SKB banka d.d. in ustanovila novi podjetji SKB – Investicijsko podjetje d.o.o. in SKB Aurum d.o.o.

### 1992–2000
V letu 1992 je bilo ustanovljenih 5 novih poslovalnic, leto kasneje pa je Banka postavila mrežo bankomatov in prvi menjalni avtomat v Ljubljani. Istega leta je Banka začela ponujati bančne storitve prek Zelenega telefona in skupaj s podjetjem Creditanstalt ustanovila CA-SKB Leasing d.o.o. Banka SKB je leta 1993 postala glavni pokrovitelj Olimpijske reprezentance Slovenije. Leta 1994 je bila prva, ki je prejela posojilo EBRD brez garancije države, prav tako pa je v tem letu pridobila prvega tujega delničarja, Smith New Court Plc. Leta 1995 je bila Banka izbrana za najboljšo lokalno banko v Sloveniji in se kot prva slovenska banka predstavila na internetu. Leto kasneje je začela izdajati VISA kartico kot prvo slovensko plačilno-kreditno kartico, prav tako pa je v letu 1997 kot prva banka v Sloveniji ponudila storitve elektronskega bančništva (SKB NET), ki ga je naslednje leto ponudila tudi podjetjem (POSLOVNI SKB NET). V tem letu je bil priključen tudi prvi bankomat za otroke v Sloveniji. 

### 2001–2019
Banka SKB je leta 2001 postala del mednarodne bančne skupine Société Générale. Prav tako so istega leta ustanovili Pokojninsko družbo SKB. Leta 2004 so nadomestili hranilne knjižice z varčevalnimi računi. Leto kasneje je bil uveden PRO SKB NET za podjetja in podjetnike. Banka je leta 2007 začela uvajati novo celostno podobo banke in popolnoma prevzela rdečo in črno barvo, ki sta barvi Société Générale. K sodobnim bančnim potem je bil leta 2008 dodan nov klicni center SKB TEL, leto kasneje pa je bila odprta prva avtomatizirana poslovalnica v Sloveniji. 
SKB je v letu 2010 spremenila sistem korporativnega upravljanja. Dvotirni sistem upravljanja, v katerem je Banko vodila dvočlanska uprava, njeno delo pa je nadziral petčlanski nadzorni svet, je nadomestila z enotirnim sistemom. Banko zastopata in vodita njeno poslovanje dva izvršna direktorja, ki ju je izmed svojih članov imenoval upravni odbor.

## Nagrade in priznanja
Banka SKB je leta 2019 prejela priznanje, ki ga podeljuje revija The Banker. Banka je tako osmič v devetih letih postala banka leta v Sloveniji. Nagrado za najboljšo banko v letu 2019 je SKB banka prejela tudi po oceni revije Global Finance. 